# Atletismo nos Jogos Pan-Americanos de 1987 - 1500 m feminino
A prova dos 1500 m feminino nos Jogos Pan-Americanos de 1987 foi realizada em 12 de agosto em Indianápolis, Estados Unidos.

## Medalhistas
| Ouro                             | Prata                    | Bronze                    |
| Linda Sheskey USA Estados Unidos | Debbie Bowker CAN Canadá | Brit McRoberts CAN Canadá |

## Final
| Posição           | Nome                | Nacionalidade      | Tempo   | Notas |
| ----------------- | ------------------- | ------------------ | ------- | ----- |
| Medalha de ouro   | Linda Sheskey       | USA Estados Unidos | 4:07.84 |       |
| Medalha de prata  | Debbie Bowker       | CAN Canadá         | 4:08.43 |       |
| Medalha de bronze | Brit McRoberts      | CAN Canadá         | 4:11.35 |       |
| 4                 | Soraya Telles       | BRA Brasil         | 4:14.64 | NR    |
| 5                 | Diana Richburg      | USA Estados Unidos | 4:15.04 |       |
| 6                 | Angelita Lind       | PUR Porto Rico     | 4:25.68 |       |
| 7                 | Kriscia García      | ESA El Salvador    | 4:34.29 |       |
| 8                 | Natividad Fernández | PAR Paraguai       | 4:41.50 |       |